# プログレッシブ・メタル
プログレッシブ・メタル（英語：Progressive Metal）は、ロック・ミュージックのジャンルのひとつ。略称はプログレメタル（あるいはプログメタル）。プログレッシブ・ロックとヘヴィメタルの要素を取り入れたサウンドで、1990年代以降にひとつのジャンルとして確立された。

## 概要
そのサウンドは、プログレッシブ・ロックの持つ技巧的あるいは幻想的な音楽性と、ヘヴィメタルの持つハードで大胆な音楽性を融合したものである。ヘヴィメタルの要素がベースになっているが、長大な楽曲、変拍子、転調、シンセサイザーの多用、コンセプト性を持ったアルバム構成など、プログレッシブ・ロックの特徴も取り入れられている。ピンク・フロイド、キング・クリムゾン、EL&P、ジェネシス、イエスなどのプログレッシブ・ロック・バンドと、アイアン・メイデン、ジューダス・プリースト、メタリカなどのハード・ロック/ヘヴィメタル・バンドの双方から影響を受けてきたミュージシャンたちが、1980年代後半になって本格的な融合を始めたことに起因する。EL&Pのシングル「ナット・ロッカー」やアルバム「展覧会の絵」も影響を与えた。なお、ジャーニー、TOTO、ステックス、ボストン、エイジアのようなハード・プログレ/産業ロックのバンドとは異なる。プログレ・メタルは、ハードプログレよりも、よりアート志向が強いということである。プログレッシブ・ロックやネオクラシカルメタルなどでクラシック音楽との融合が盛んになった。なお、プログレ・メタルとは異なるシンフォニック・メタル・バンドの中で、オペラ的な女性ヴォーカルがリード歌手をつとめるバンドは、オペラティック・シンフォニック・メタルと呼ばれる。
プログレ・メタルの代表的なバンドとしては、ドリーム・シアター、クイーンズライク、フェイツ・ウォーニング、クリムゾン・グローリー、ペイン・オヴ・サルヴェイションなどがあり、マーケットにおいてはドリーム・シアターらの躍進した90年代にプログレッシブ・メタルと呼ばれるタームが定着した。プログレッシブ・メタルがジャンルとして確立される前から活動しているラッシュは、プログレッシブ・メタルの起源であると考えられている。また、一部のネオクラシカルメタルやデスメタル、ブラックメタルなどには、メンバーが超絶技巧の持ち主であり、曲調もプログレッシブであるようなバンドが存在し、そのようなバンドはプログレッシブ・メタルであると解釈される。
日本においては1970年代 - 1980年代前半からシェラザード、マンドレイク、人間椅子、筋肉少女帯といったハードロック/ヘヴィメタルとプログレッシブ・ロック双方の要素を取り入れ独自の音楽性を展開したバンドが散見されプログレ・ハードと呼ばれた。またノヴェラの元メンバーや彼らのフォロワーが結成したハードロック色の強いグループが一時期（アンダーグラウンドな）プログレ・シーンで次々と登場し、これらはノヴェラ系ジャパグレと呼ばれた。他に、クラシックの要素を大きく取り入れたX JAPANがプログレッシブ・メタルであると解釈される。

## 歴史

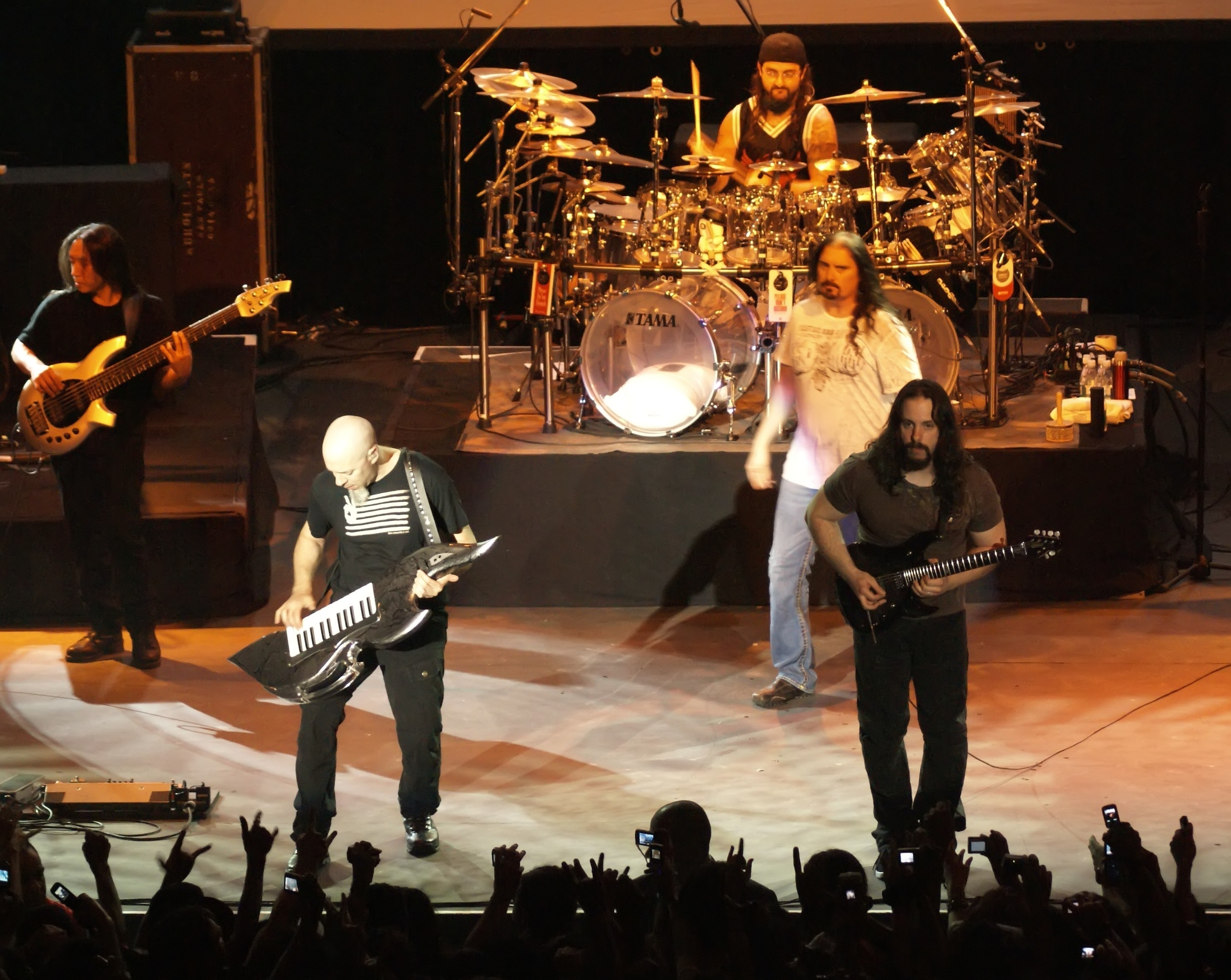
ライブをするドリーム・シアター

プログレッシブ・ロックとヘヴィメタルを組み合わせるスタイルの登場は1960年代後半から1970年代初頭までさかのぼることができる。イギリス出身の最もヘヴィなプログレ・バンドのひとつ、ハイ・タイドは、クリーム、ブルー・チアー、ジェフ・ベック・グループといったメタルの元となったバンドの要素を自分たちのサウンドへと組み込んだ。キング・クリムゾンやラッシュらもメタルの要素を取り入れている。他にそのような試みを行っていたバンドとしてはユーライア・ヒープがいる。「Bastille Day」「Anthem」「By-Tor And The Snow Dog」「2112」「The Fountain of Lamneth」「Something for Nothing」などのラッシュの楽曲はプログレッシブ・メタルの最初期の例として見ることができる。ルシファーズ・フレンドやナイト・サンも早くからこのような音楽性を志向していたバンドのひとつである。だが、1980年代中頃までプログレッシブ・メタルがひとつのジャンルとして結実することはなかった。サイコティック・ワルツ、フェイツ・ウォーニング、クイーンズライク、クリムゾン・グローリー、ドリーム・シアターといったバンドはプログレッシブ・ロックの要素を取り入れており、ジューダス・プリーストやブラック・サバスなどから影響を受けたメタルのスタイルと合体させた音楽性を完成させた。
フェイツ・ウォーニング、クイーンズライク、クリムゾン・グローリー、ドリーム・シアターらのバンドはプログレ・メタルの代表だが、サウンドはそれぞれ異なっている。クイーンズライクが発表したアルバム『オペレーション・マインドクライム』と『エンパイア』はこのジャンルの中で最も商業的に成功した作品となり、シングル「Silent Lucidity」はビルボード・チャートで9位を獲得した。フェイツ・ウォーニングはこの中で最もアグレッシヴでヘヴィである。背景にはこの時代のスラッシュメタルと多くの共通項を持っていることもあるが、彼らがそもそもジューダス・プリーストやアイアン・メイデンの系譜に連なるヘヴィメタル・バンドとして始動したことも影響している。アルバム『パーフェクト・シンメトリー』は従来のNWOBHM的なサウンドの枠を抜け出し、ドリーム・シアターが後に広めることとなるプログレッシブ・メタルの基礎となるサウンドを作り上げた。ドリーム・シアターは伝統的なプログレッシブ・ロックから強い影響を受けており、メンバーの技術力で多くの聴衆を魅了した。クリムゾン・グローリーは2本の美しいリード・ギターがハーモニーを奏でる点が特徴である。彼らの作品『トランセンデンス』はこのジャンル内でも出色の出来であり、プログレッシブ・メタルの傑作のひとつとして数えられることも多く、ケイジ、トリオスフィア、ラプソディー・オブ・ファイアらに影響を与えた。

## 主なバンド

### アメリカ
- Cacophony
- Dendura
- Dysrhythmia
- Echoes of Eternity
- Hammers of Misfortune
- Hourglass
- Katagory V
- Prototype
- Tarantula Hawk
- The Human Abstract
- The Number Twelve Looks Like You
- Nodes of Ranvier
- 3
- Aghora
- Aletheian
- Anacrusis
- Baroness
- Becoming the Archetype
- Behold... The Arctopus
- Believer
- Blind Illusion
- Blotted Science
- Cea Serin
- Circle II Circle
- Coheed and Cambria
- Confessor
- Control Denied
- Crimson Glory
- Damn the Machine
- Engine
- Giant Squid
- Gordian Knot
- Ice Age
- Jacob's Dream
- John Arch
- Jon Oliva's Pain
- Juggernaut
- Kayo Dot
- Kylesa
- Last Chance to Reason
- Maudlin of the Well
- OSI
- Outworld
- Psychotic Waltz
- Psyopus
- Redemption
- Ron Jarzombek
- Scale the Summit
- Sculptured
- Sleepytime Gorilla Museum
- Spastic Ink
- Stolen Babies
- Stride
- Suspyre
- Theocracy
- Thought Chamber
- Thought Industry
- Tourniquet
- Yakuza
- Zero Hour
- アーテンション
- アイシス
- アガロク
- アニマルズ・アズ・リーダーズ
- ウォッチタワー
- エイシスト
- エンチャント
- カイロ
- カンサス
- ギャラクティック・カウボーイズ
- キングスX
- クイーンズライク
- ザ・ジェリー・ジャム
- ザ・ディリンジャー・エスケイプ・プラン
- サーティー・セカンズ・トゥ・マーズ
- サヴァタージ
- サブテラニアン・マスカレード
- シニック
- シャイ・ハルード
- シャドウ・ギャラリー
- ジョーダン・ルーデス
- ジョン・ペトルーシ
- シンフォニー・エックス
- スポックス・ビアード
- ダロン・マラキアン・アンド・スカーズ・オン・ブロードウェイ
- デス
- デレク・シェリニアン
- トゥール
- ドミニシ
- ドリーム・シアター
- ネヴァーモア
- ビトウィーン・ザ・ベリード・アンド・ミー
- フェイツ・ウォーニング
- プライマス
- プラティパス
- プラネット・エックス
- プロフェット
- ペリフェリー
- ポリフィア
- マイケル・ロメオ
- マジェラン
- マストドン
- マッドヴェイン
- リキッド・テンション・エクスペリメント

### イギリス
- 3 (1980年のバンド / Emerson, Berry & Palmer)
- Aeon Zen
- Akercocke
- Biomechanical
- Demon
- Haken
- Illuminatus
- Threshold
- To-Mera
- アーキテクツ
- アナセマ
- キング・クリムゾン
- シクス
- テッセラクト
- ポーキュパイン・ツリー
- ユーライア・ヒープ

### カナダ
- Quo Vadis
- Threat Signal
- Unexpect
- イントゥ・エタニティー
- ヴォイヴォド
- ストラッピング・ヤング・ラッド
- デヴィン・タウンゼンド
- プロテスト・ザ・ヒーロー
- Alpha Galates
- Electro Quarterstaff
- Martyr
- Sequester
- アイオン・ディソナンス
- マルマズラー
- ラッシュ

### スウェーデン
- Anata
- Burst
- Carbonized
- Harmony
- In Mourning
- Narnia
- Nightingale
- Seventh Wonder
- Theory in Practice
- Veni Domine
- Vintersorg
- アネクドテン
- セリオン
- ダン・スワノ
- ティアマット
- ペイン・オヴ・サルヴェイション
- Moonlight Agony
- Wolverine
- アンドロメダ
- エヴァーグレイ
- エッジ・オブ・サニティ
- オーペス
- メシュガー
- タイム・レクイエム

### ドイツ
- Dark Suns
- Disillusion
- Dreamscape
- Frameshift
- Horizon
- Hubi Meisel
- Sieges Even
- Sunblaze
- Superior
- Tomorrow's Eve
- ヴァンデン・プラス
- ネクロファジスト
- パヴァティズ・ノー・クライム
- Angel Dust
- Klabautamann
- ジ・オーシャン
- メコン・デルタ
- レイジ

### ノルウェー
- Ansur
- Benea Reach
- Borknagar
- Communic
- Conception
- In the Woods...
- Pagan's Mind
- Trivial Act
- Ved Buens Ende
- イーサーン
- サーカス・マキシマス
- Age of Silence
- Ark
- Extol
- Frantic Bleep
- Green Carnation
- Madder Mortem
- Spiral Architect
- Trail of Tears
- Winds
- アークチュラス
- エンスレイヴド

### 日本
- DOOM
- サイ
- THE BLACK MAGES
- Versailles
- あさき
- Terra Rosa
- Scheherazade
- マンドレイク
- 陰陽座
- 五人一首
- 人間椅子

### アンドラ
- ペルセフォネ

### オーストラリア
- Alarum
- Kohllapse
- Psycroptic
- Vanishing Point
- Alchemist
- Fearscape
- ウルフマザー
- カーニヴール

### オーストリア
- Deadsoul Tribe

### バングラデシュ
- Cryptic Fate

### ベラルーシ
- Divina Enema

### ブラジル
- Henceforth
- Khallice
- Mindflow
- Oficina G3

### チリ
- Coprofago

### コロンビア
- Kraken

### デンマーク
- Beyond Twilight
- Iniquity
- Iron Fire
- ネミック
- マンティコラ
- ロイヤル・ハント

### フェロー諸島
- ティア

### フィンランド
- Sethian
- Kiuas
- Warmen
- アモルフィス
- ムーンソロウ
- ワルタリ

### フランス
- Hacride
- Venturia
- スフェリック・ユニバース・エクスペリエンス
- Adagio
- ゴジラ

### ギリシャ
- Fragile Vastness
- Wastefall

### ハンガリー
- Age of Nemesis
- Thy Catafalque
- Without Face

### インド
- Nerverek
- Motherjane

### イラン
- Angband

### イスラエル
- Amaseffer
- Orphaned Land

### イタリア
- Daedalus
- DGM
- Novembre
- Pathosray
- サディスト
- レインタイム
- Eldritch
- Ephel Duath
- Janvs

### オランダ
- Delphian
- Dial
- Ambeon
- Sky Architect
- Star One
- Sun Caged
- エイリオン
- エレジー
- ストリーム・オブ・パッション
- テクスチャーズ
- ペスティレンス

### パキスタン
- Mizraab

### フィリピン
- Fuseboxx

### ポーランド
- Moonlight
- Riverside

### ルーマニア
- Monarchy
- Negură Bunget

### ロシア
- Ruthless order
- Mechanical Poet

### セルビア
- Dargoron
- AlogiA

### スロベニア
- Prospect

### スペイン
- Avalanch
- Hybrid
- Relative Silence

### スロバキア
- Kalijuge

### スイス
- コロナー

### チュニジア
- ミラス

### トルコ
- Nekropsi

### 多国籍
- Altera Enigma
- ケカル
- Carcariass
- Cronian
- Ride the Sky
- Enochian Theory
- Pyramaze
- Rusty Eye
- Mutiny Within
- トランスアトランティック